# Clint Warwick
Clint Warwick geboren als Albert Clinton Eccles (Birmingham, 25 juni 1940 – aldaar, 15 mei 2004) was een Engels muzikant en bassist van The Moody Blues.
Warwick werkte mee aan één album van The Moody Blues, The Magnificent Moodies, met de bekende single Go Now! die de eerste plaats behaalde in de Engelse en Amerikaanse hitlijsten.
In 1966 verliet hij de band om meer tijd met zijn familie door te brengen. Hij werd schrijnwerker. Bij The Moody Blues werd hij vervangen door Rod Clark, die op zijn beurt al snel plaats maakte voor John Lodge.
Clint Warwick overleed in 2004 op 63-jarige leeftijd aan een leveraandoening.